# Eurysternum
Eurysternum von Meyer, 1839 è un genere di tartarughe estinte, vissute nel Giurassico superiore (tra Kimmeridgiano e Titoniano, circa 155,7 - 145,5 milioni di anni fa) e i suoi resti fossili sono stati ritrovati in Europa e in Sudamerica.

## Descrizione
Questo animale era di dimensioni moderatamente grandi e poteva superare il mezzo metro di lunghezza. Il carapace di Eurysternum era molto sottile, mentre il cranio era piuttosto piccolo (circa il 25% della lunghezza del carapace). Era presente un'incisura nucale moderata, mentre la regione pigale era profondamente incavata. I corpi vertebrali erano molto ampi e dotati di una struttura radiale.

## Tassonomia
I primi fossili di Eurysternum vennero descritti da Hermann von Meyer nel 1839, sulla base di un'illustrazione eseguita dall'artista C. Hohe; quest'ultimo illustrò un fossile piuttosto frammentario proveniente dal giacimento tedesco di Solnhofen e, benché l'opera avesse un notevole valore artistico, non poteva essere di grande valore scientifico. L'esemplare originale, inoltre, venne distrutto durante la seconda guerra mondiale. La specie tipo, Eurysternum wagleri, è quindi una delle più notevoli ma anche enigmatiche tartarughe del Giurassico europeo. 

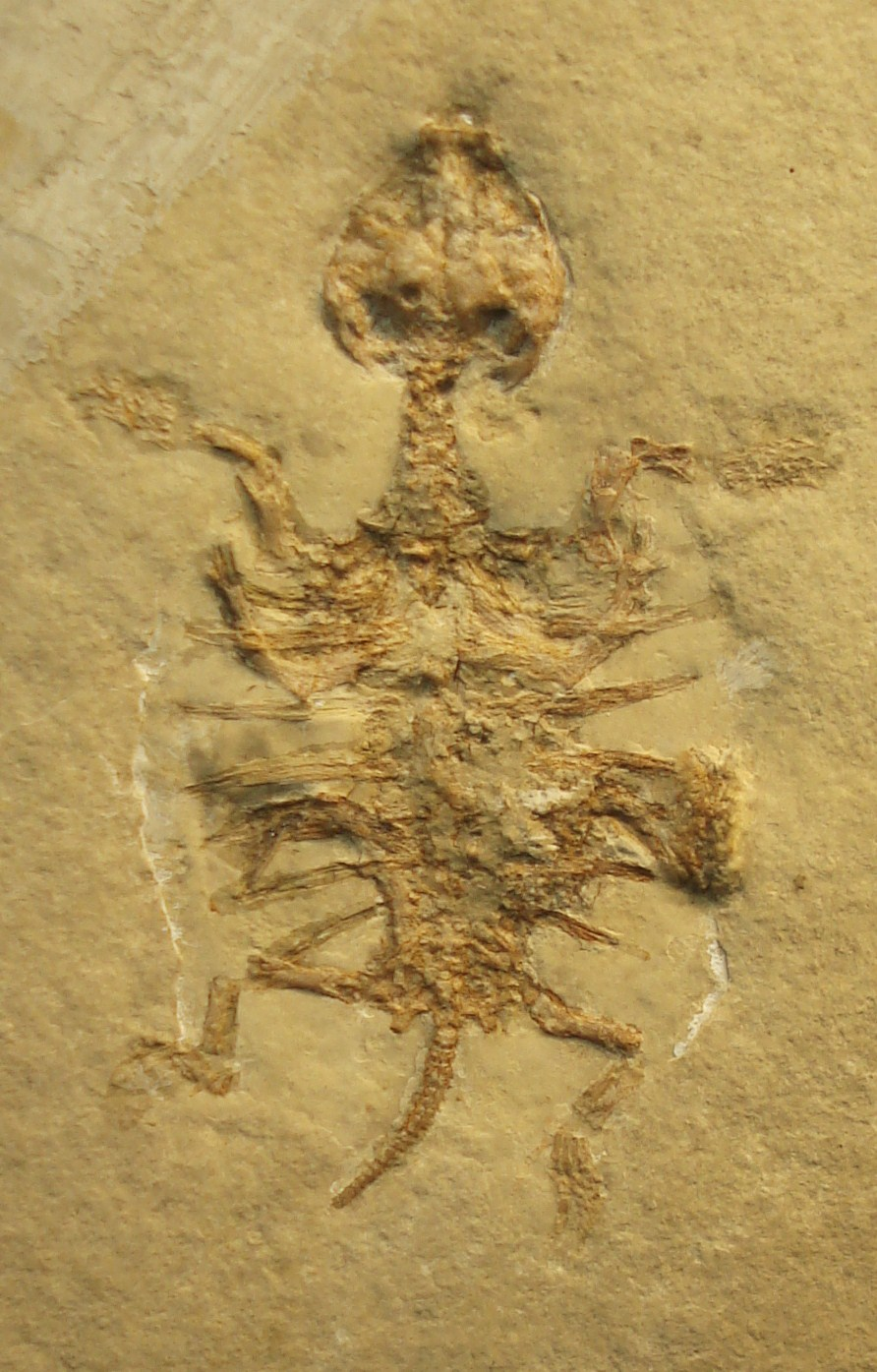
Fossile di Aplax oberndorferi, in realtà un giovane esemplare di Eurysternum

A questa specie sono stati in seguito attribuiti numerosi altri esemplari provenienti da Solnhofen, e si è creata una grande confusione tassonomica con altri generi di tartarughe, tra cui Palaeomedusa, Solnhofia e Aplax. Quest'ultimo, basato su piccoli esemplari privi del carapace, è considerato tuttora congenerico con Eurysternum e rappresenterebbe individui giovanili. A Eurysternum sono state attribuite altre specie provenienti dall'Europa (E. crassipes della Germania, E. ignoratum della Svizzera) e dal Sudamerica (E. neuquinum dell'Argentina).
Eurysternum è considerato un rappresentante primitivo dei criptodiri, posto alla base di un clade che comprenderebbe anche i protostegidi e tutti gli altri criptodiri più evoluti.

## Bibliografia

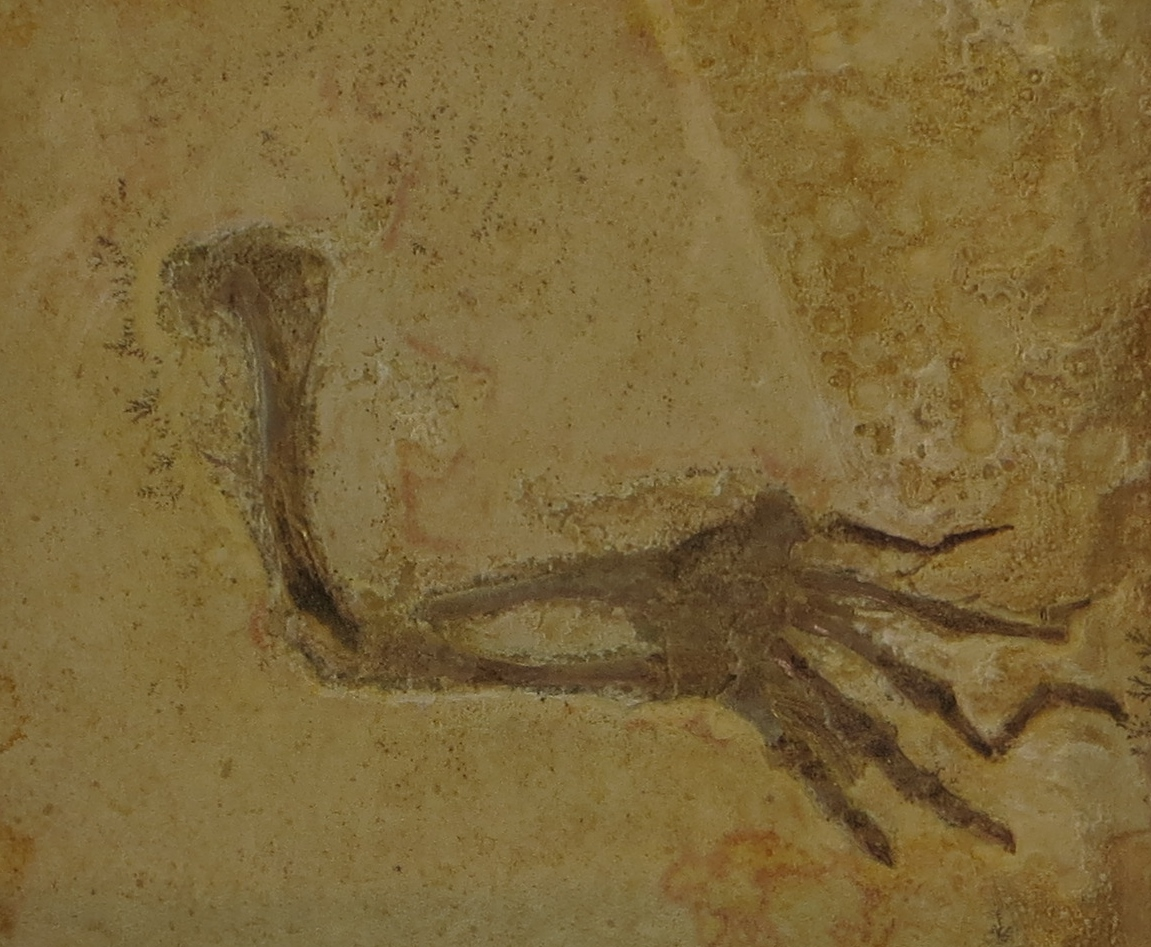
Zampa posteriore di Eurysternum wagleri